# Georges Antoine Chabot
Georges Antoine Chabot (Francia, 1758 - íd., 1819), conocido como Chabot de Lallier, fue un jurista y político francés.

## Biografía
Chabot fue Presidente de la Corte de Montluçon, fue elegido diputado suplementario para la Convención Nacional durante la Revolución Francesa.
Fue miembro del Consejo de Ancianos del directorio francés, entonces del Tribuno del Consulado, fue presidente de esta última cuando el Tratado de Amiens (reconocimiento de la República Francesa) se firmó. Tenía una resolución que tiende a dar a Napoleón Bonaparte el consulado para la vida, y en 1804 apoyó la propuesta de establecer una monarquía hereditaria (el Primer Imperio francés).
Napoleón Bonaparte lo nombró inspector general de las escuelas de derecho, entonces juez de la Corte de casación.
Publicó varias obras jurídicas, entre esas: Tableau de la législation ancienne sur les successions et de la législation nouvelle établie par le code civil (París, 1804) y Questions transitoires sur le Code Napoléon (París, 1809).
Murió en Francia a la posible edad de 60 o 61 años, cuatro años después la pérdida del Primer Imperio y dos años antes de la muerte de Napoleón en la isla Santa Elena.